# Denis Tsargusj
Denis Tsargusj, född 1 september 1987 i Gudauta, Georgien, är en rysk brottare som tog OS-brons i welterviktsbrottning vid de olympiska brottningstävlingarna 2012 i London. 